# Teratamblyops philippinensis
Teratamblyops philippinensis är en kräftdjursart som beskrevs av Murano 200. Teratamblyops philippinensis ingår i släktet Teratamblyops och familjen Mysidae. Inga underarter finns listade i Catalogue of Life.